# Coproporfirinogeno ossidasi
La coproporfirinogeno ossidasi è un enzima appartenente alla classe delle ossidoreduttasi, che catalizza la seguente reazione:
coproporfirinogeno III + O2 + 2 H+ ⇄ protoporfirinogeno-IX + 2 CO2 + 2 H2O